# Southport (Maine)
Pour les articles homonymes, voir Southport.
Southport est une ville américaine située dans le Comté de Lincoln, dans le Maine. Selon le recensement de 2020, sa population est de 622 habitants.